# Hakea archaeoides
Hakea archaeoides (лат.) — крупный кустарник или небольшое дерево, вид рода Хакея (Hakea) семейства Протейные (Proteaceae),  распространён в лесных районах на северном побережье Нового Южного Уэльса (Австралия). Цветёт красными и зеленовато-жёлтыми цветами.

## Ботаническое описание
Hakea archaeoides — многоствольный кустарник, растущий до 7 м в высоту и 4 м в ширину. Мелкие веточки и молодые листья густо покрыты короткими красно-коричневыми шелковистыми волосками. Черешок листьев длиной 0,6–1,5 см. Узкая овальная листовая пластинка длиной 7,5—28,5 см и шириной 0,6—3 см, постепенно сужающаяся до острой вершины длиной 1—3 мм. Соцветие имеет 70—110 или даже более цветков, удерживаемых на стебле длиной 7—40 мм, как правило, с густо спутанными шелковистыми волосками. Цветоножка длиной 1,2—2 мм, безволосая, краснеющая с возрастом. Чашелистики и лепестки зелёные и гладкие или с разбросанными волосками в бутоне. Столбик красного цвета и длиной 23—27 мм. Цветки красные и зеленовато-жёлтые, появляются в свисающих вниз скоплениях из пазухов листьев с весны до начала лета. Плод-коробочка имеет яйцевидную форму длиной 1,5—2,2 см и шириной 1,2—1,4 см.

## Таксономия
Вид Hakea archaeoides был описан в 1999 году Уильямом Баркером во Flora of Australia на основе образца, собранного возле Купернука. Видовое название archaeoides относится к сходству этого вида с примитивными хакеями, как показано на кладограммах.

## Распространение и местообитание
Ареал вида ограничен окрестностями городов Тари и Вочоп на северо-востоке Нового Южного Уэльса. Растёт во влажных склерофитовых лесах и в тропических лесах на склонах холмов.

## Охранный статус
Hakea archaeoides классифицируется как «уязвимая» в соответствии с Законом Австралии об охране окружающей среды и сохранении биоразнообразия 1999 года и Законом о сохранении биоразнообразия Нового Южного Уэльса 2016 года.